# Rewa (prowincja)
Rewa – prowincja w Dystrykcie Centralnym, w Fidżi. W 2017 roku prowincję zamieszkiwało 108 074 osób. Powierzchnia Rewy to 272 km². Głównym miastem prowincji jest stolica Fidżi, Suva.